# Souffrignac
Souffrignac (okzitanisch: Sofrinhac) ist eine französische Gemeinde mit 149 Einwohnern (Stand: 1. Januar 2022) im Département Charente in der Region Nouvelle-Aquitaine. Sie gehört zum Arrondissement Angoulême und zum Kanton Val de Tardoire. Zuständiger Gemeindeverband ist die Communauté de communes La Rochefoucauld-Porte du Périgord. Die Einwohner werden Souffrignacois bzw. Souffrignacoises genannt.

## Etymologie
Souffrignac ist im Jahr 1321 als Sofrinhacum urkundlich erwähnt, weitere mittelalterliche Formen sind Soffrinhaco, Soffrinhac oder Choffrignac.
Der Ortsname dürfte auf den gallorömischen Personennamen Sufferinius oder Sophronius zurückgehen. Das Suffix  -acum drückt den Besitzanspruch aus – Sufferiniacum bedeutet somit das Anwesen/Gut des Sufferinius.
Auf der Carte de Cassini Frankreichs der Jahre 1756 bis 1789 ist die Gemeinde als Souffraignac ausgewiesen.

### Sprache
Souffrignac gehört bereits zum okzitanischen Sprachraum.

## Lage
Die Gemeinde Souffrignac liegt am Bandiat etwa 26 Kilometer ostsüdöstlich von Angoulême und 14 Kilometer nordwestlich von Nontron. Nach Marthon im Westen sind es 5 Kilometer und nach Montbron im Norden 9 Kilometer (Luftlinie).
Souffrignac ist eine Grenzgemeinde zum Département Dordogne und wird von folgenden vier Gemeinden umgeben:
|           |                                             | Varaignes (Dordogne)                                                   |
| Feuillade | Kompassrose, die auf Nachbargemeinden zeigt | Varaignes (Dordogne), Javerlhac-et-la-Chapelle-Saint-Robert (Dordogne) |
|           | Mainzac                                     | Javerlhac-et-la-Chapelle-Saint-Robert (Dordogne)                       |

Der Ortskern von Souffrignac ist recht unbedeutend, so dass einige Ortsteile wesesentlich größer sind. Folgende Weiler und Einzelhöfe gehören zum Gemeindegebiet: Biée, Labadias, Labétour, La Grande Forêt, La Grauge, La Ruche, Le Maine Mathely, Le Maine Santy, Le Moulin de Biée, Le Roc Noir, Les Balloteries, Les Boissières, Les Planes, Les Roffies und Pouvrière.
Der tiefste Punkt in der Gemeinde mit 106 Meter liegt am linken Ufer des Bandiats an der Westgrenze zu Feuillade. Der höchste Punkt befindet sich auf 178 Meter Meerhöhe am Nordostrand östlich der D 65. Die maximale Höhendifferenz beträgt 72 Meter. Der Ortskern nimmt eine Höhe von 140 Meter an der linken Flussseite ein und überschaut somit das Bandiattal.

### Verkehrsanbindung

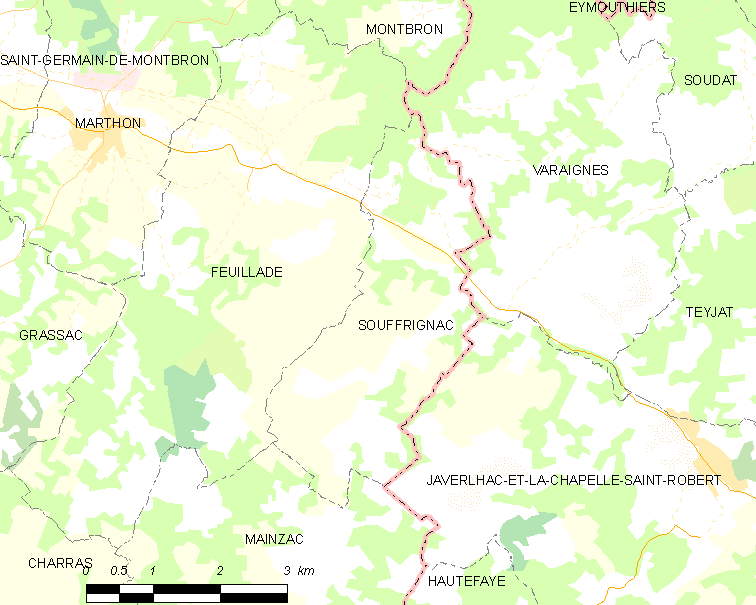
Lagekarte von Souffrignac

Die Gemeinde Souffrignac befindet sich linksseitig unweit der Hauptverkehrsachse Nontron-Angoulême (D 75). Die D 65 durchquert die Gemeinde in Nord-Süd-Richtung und verbindet sie mit Montbron im Norden und Mainzac im Süden.
Während der ersten Hälfte des 20. Jahrhunderts lief die Bahnstrecke Quéroy-Pranzac–Thiviers direkt an Souffrignac vorbei. Der nächstgelegene Bahnhof war in Varaignes.

## Hydrographie
Die Gemeinde Souffrignac wird von Ost nach West vom Bandiat durchflossen, einem Nebenfluss der Tardoire, die ihrerseits in die Charente mündet. Der von Nontron kommende Bandiat fließt auf seiner linken Talseite direkt unterhalb des Ortskerns vorbei. Mit Erreichen der östlichen Gemeindegrenze erweitert sich das Bandiattal – die Flussniederung ist jetzt knapp 500 Meter breit – und der Fluss beginnt zu mäandrieren. Aufgrund der Verkarstung des anstehenden Kalkgesteins besitzt der Bandiat im Gemeindegebiet keine nennenswerten Nebenflüsse. Kleinere Trockentäler sind jedoch beidseitig vorhanden. Zwei bedeutende Trockentäler sind der Grand Ruisseau du Vallon de la Tricherie, dessen von Nordosten herabkommendes Tal die Gemeinde gerade noch an ihrer Nordecke berührt und der rechtsseitig in der Gemeinde Feuillade in den Bandiat mündet, sowie der Fond de Toulenches, der das auf rund 150 Meter gelegene Plateau im Süden in Richtung Nordwesten quert und erst flussabwärts von Marthon linksseitig in den Bandiat öffnet.

### Klima
Die Gemeinde Souffrignac steht wie auch der Westen und Süden des Départements Charente unter ozeanischem Einfluss aquitanischer Prägung.

## Geologie

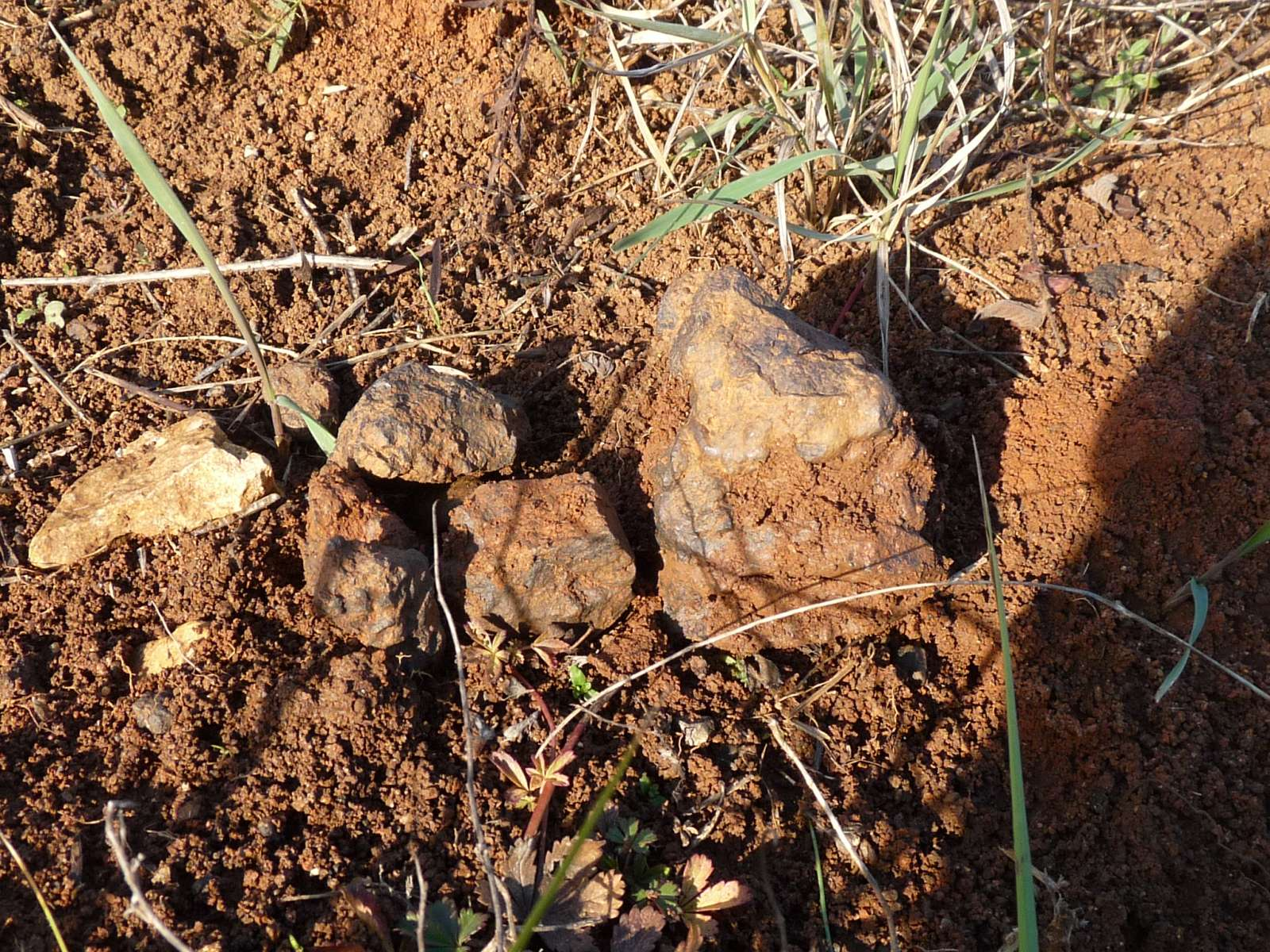
Eisenerzhaltiges Gestein auf einem Acker bei La Grauge

Das Gemeindegebiet von Souffrignac liegt größtenteils im Bandiatgraben, der von flach liegenden Jurasedimenten des nordöstlichen Aquitanischen Beckens verfüllt wird. Anstehend sind die mitteljurassischen Stufen Bajocium, Bathonium und Callovium.
Im eigentlichen Flusstal des Bandiats wurden entlang der Nordseite mittelpleistozäne, ockerfarbene, tonhaltige Sande mit polierten Quarz- und Grundgebirgsgeröllen auf einer Mittelterrasse abgelagert (Formation Fw). Der Fluss fließt aber jetzt in einer holozänen, gut 10 Meter mächtigen alluvialen Niederterrasse, bestehend aus ziegelroten Tonen mit kiesartigen Einschaltungen aus Quarz-, Quarzit, Jaspis, Granodiorit- und Kalkgeröllen (Formation Fy-z).
Das Flusstal wird von mehr als 20 Meter mächtigem Mittleren (Formation j1b) und Oberen Bajocium (Formation j1c) umrahmt – weiße kreidige, mikrokristalline Kalke (mit Schrägschichtung, Ooiden, und Bioklasten) und weiße, mikrokristalline Oolithkalke (mit zwei Ooidpopulationen) sowie beige Pelletoidkalke. Entlang der rechten Trogschulter des Bandiatgrabens kann das Bajocium auch rekristallisiert auftreten (Formation jC bei Biée). Das Bajocium ist ein sehr guter Grundwasserleiter und neigt überdies zur Karstifizierung. Rechts unterhalb des Ortskerns hat sich in ihm eine Höhle gebildet.
Auf der südlichen Plateaufläche folgen dann im Hangenden Unteres Bathonium (Formation j2a bei Pouvrière), Oberes Bathonium (Formation j1c-3a) und Callovium (Formation j3 auf dem Höhenrücken bei Les Planes). Das knapp 20 Meter mächtige Unterbathon besteht aus braunen, mikro- oder kryptokristallinen Lithoklastenkalken, das rund 35 Meter mächtige Oberbathon aus weißen und kreidigen kryptokristallinen, Pelletoidkalken und das 25 Meter mächtige Callovium schließlich aus kreidigen Pelletoidkalken, die Onkolithen, Foraminiferen und Stromatolithen enthalten können.
Die aufgeschlossene körnige und biostratigraphisch nur schlecht zu unterteilende Kalkfolge wird im Idealfall somit insgesamt etwas über 100 Meter mächtig.
Plateau- und Hanglagen beiderseits des Bandiats werden oft auch von pleistozänen Lockersedimenten der Formation C maskiert.

## Geschichte

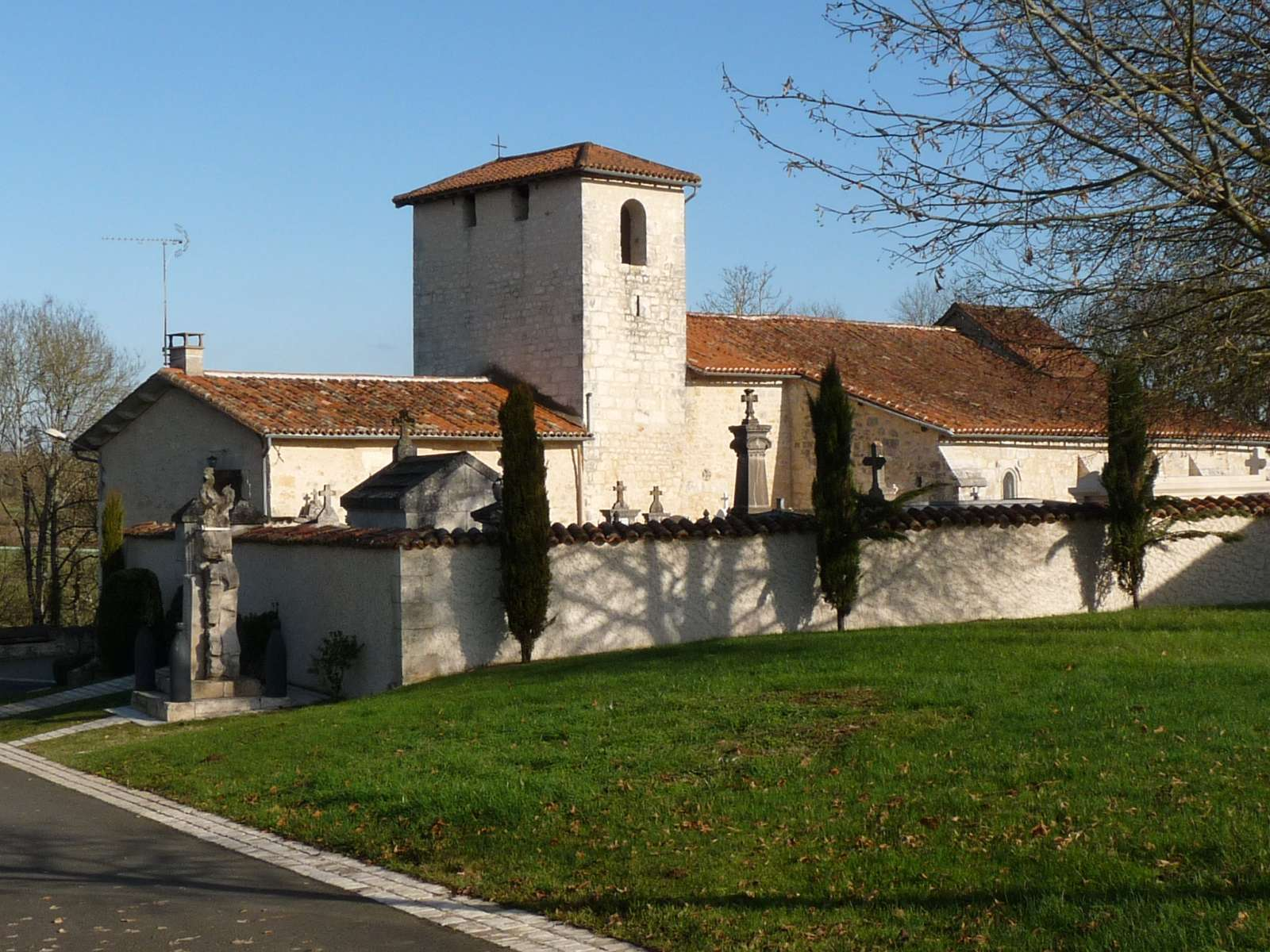
Kirche Saint-Antoine

Im Mittelalter und während des Ancien Régime war die Pfarrei Souffrignac abhängig von La Chapelle-Saint-Robert, dessen Herrschaften oft den Titel Herren von Souffrignac annahmen. Wie auch ein Großteil von Feuillade gehörte sie zum Périgord. Als im Verlauf der Französischen Revolution das Département Charente eingerichtet wurde, kam es unter der Bevölkerung zu Protesten.
Souffrignac und andere Gemeinden in der Nachbarschaft hatten schon seit langer Zeit nicht nur die örtlichen Schmieden mit Eisenerz versorgt, sondern auch das Gießwerk in Ruelle – ehe dieses bedingt durch den Anschluss an das Schienennetz zu reichhaltigerem und auch billigeren Erz aus Lothringen Zugang hatte. In Ruelle wurden Kanonen für die Kriegsmarine gegossen.
Zu Beginn des 20. Jahrhunderts war die Industrie in Souffrignac durch zwei recht bedeutungsvolle Betriebe vertreten. So befand sich in Biée ein mechanisiertes Sägewerk und in Labétour eine Feilenfabrik, die sehr große Feilen für das Gießwerk in Ruelle herstellte.

## Bevölkerungsentwicklung
| Jahr | Einwohner |  |
| 1962 | 212       |  |
| 1968 | 182       |  |
| 1975 | 141       |  |
| 1982 | 148       |  |
| 1990 | 130       |  |
| 1999 | 157       |  |
| 2006 | 130       |  |
| 2011 | 156       |  |
| 2013 | 154       |  |
| 2016 | 134       |  |
| 2017 | 134       |  |

Quelle: INSEE
Die Bevölkerung von Souffrignac war in den 1960er Jahren stark rückläufig, hat sich aber seit 1975 unter Fluktuationen stabilisiert.
Die Bevölkerungsdichte ist mit 14 Einwohner/Quadratkilometer sehr niedrig. Im Kanton Val de Tardoire stellt die Gemeinde die zweitniedrigste Bevölkerungszahl (hinter Mainzac) und die drittniedrigste Bevölkerungsdichte.

## Bürgermeister
Bürgermeisterin von Souffrignac ist seit März 2008 die parteilose Violette Fioleau.

## Sehenswürdigkeiten

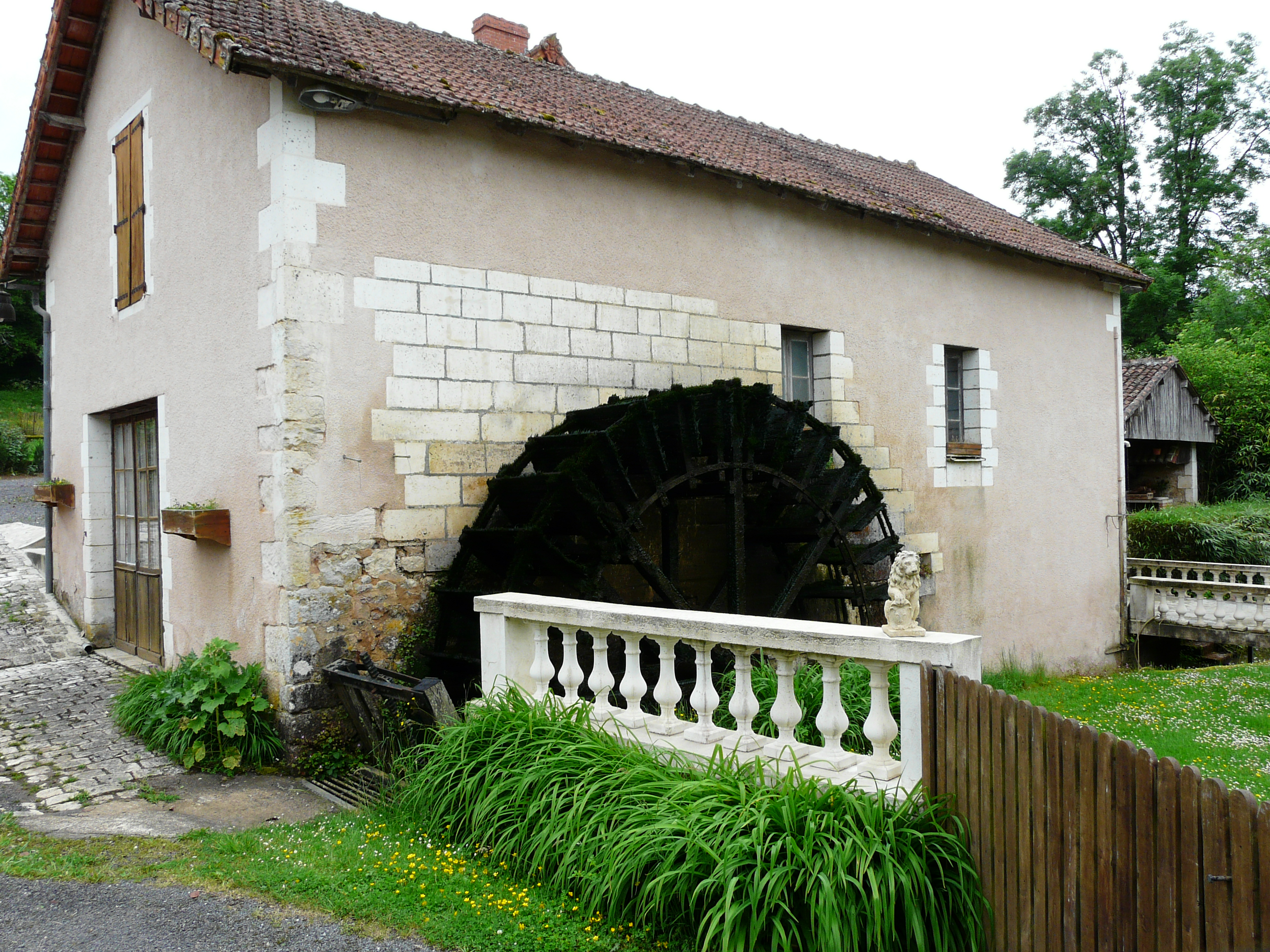
Moulin Biée

- Kirche Saint-Antoine aus dem 12. Jahrhundert
- Mühle von Biée
- Initiative Les Jardins du Bandiat mit Heimatmuseum im Ortskern